# Ribdon

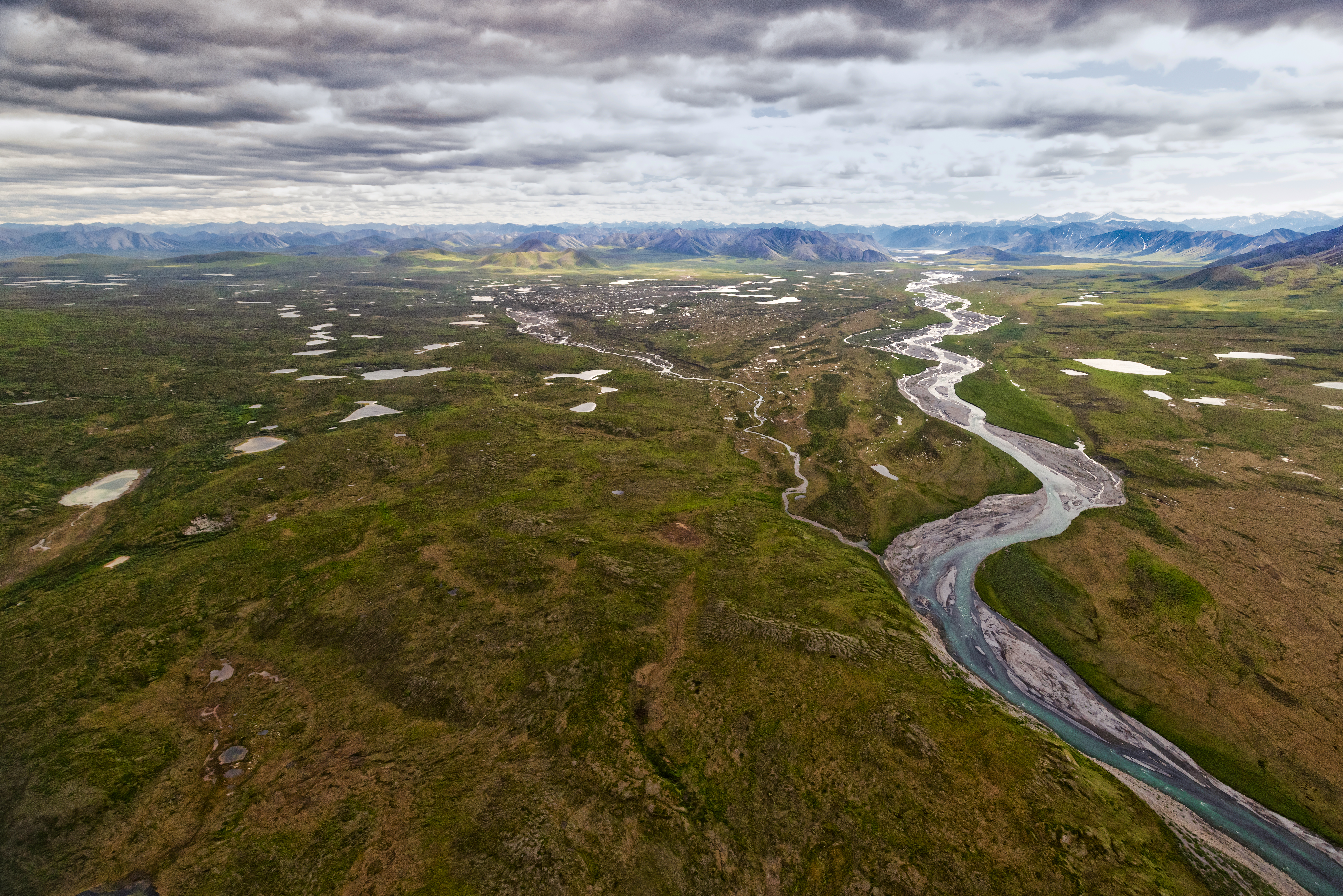
Vue aérienne du cours inférieur de la rivière Ribdon

La rivière Ribdon est un cours d'eau d'Alaska, aux États-Unis situé dans le borough de North Slope. C'est un affluent de la  rivière Sagavanirktok.

## Description
Longue de 50 milles (80 km), elle prend sa source dans les montagnes Philip Smith et coule en direction de l'ouest  pour rejoindre la rivière Sagavanirktok au sud de Kakuktukruich Bluff, à 13 milles (21 km) du lac Elusive, dans la chaîne Brooks.
Elle a été nommée ainsi par les géologues de l'United States Geological Survey en 1951, parce qu'un des leurs, nommé Don, s'était blessé à une côte (rib en anglais). Le nom eskimo était Shukukpaukat, qui signififie haute et vertigineuses montagnes.

## Sources
- (en) « Ribdon », Geographic Names Information System